# Louis Morisson de La Bassetière
Louis Morisson de La Bassetière (24 mai 1857, Saint-Julien-des-Landes - 7 janvier 1941, Saint-Julien-des-Landes), est un homme politique français.

## Biographie
Fils d'Édouard Morisson de La Bassetière et neveu de Henri Le Loup de La Biliais, il est docteur en droit. Il est élu, le 6 décembre 1885, député de la Vendée, en remplacement de son père. Il siège, comme son père, à la droite monarchique, vote constamment avec ce groupe, sans prendre la parole, et est réélu en 1889.
Il épouse sa cousine Geneviève Savary de Beauregard, fille de Edmond Savary de Beauregard et de Léonie Suzanne de La Roche-Saint-André.

## Sources
- « Louis Morisson de La Bassetière », dans le Dictionnaire des parlementaires français (1889-1940), sous la direction de Jean Jolly, PUF, 1960 [détail de l’édition]